# Arrondissement Louhans
Das Arrondissement Louhans ist eine Verwaltungseinheit des Départements Saône-et-Loire in der französischen Region Bourgogne-Franche-Comté. Hauptort (Unterpräfektur) ist Louhans.
Es besteht seit 2015 noch aus vier Kantonen und 88 Gemeinden (Vor der Neuorganisation im Zusammenhang mit den Generalratswahlen bestand das Arrondissement aus acht Kantonen).

## Kantone
- Cuiseaux
- Louhans
- Ouroux-sur-Saône (mit 7 von 15 Gemeinden)
- Pierre-de-Bresse

## Gemeinden
| 1. Authumes (71013)                   | 2. Bantanges (71018)                | 3. Baudrières (71023)                   | 4. Beaurepaire-en-Bresse (71027)   |
| 5. Beauvernois (71028)                | 6. Bellevesvre (71029)              | 7. Bosjean (71044)                      | 8. Bouhans (71045)                 |
| 9. Branges (71056)                    | 10. Brienne (71061)                 | 11. Bruailles (71064)                   | 12. Champagnat (71079)             |
| 13. Charette-Varennes (71101)         | 14. Condal (71143)                  | 15. Cuiseaux (71157)                    | 16. Cuisery (71158)                |
| 17. Dampierre-en-Bresse (71168)       | 18. Devrouze (71173)                | 19. Diconne (71175)                     | 20. Dommartin-lès-Cuiseaux (71177) |
| 21. Flacey-en-Bresse (71198)          | 22. Frangy-en-Bresse (71205)        | 23. Fretterans (71207)                  | 24. Frontenard (71208)             |
| 25. Frontenaud (71209)                | 26. Huilly-sur-Seille (71234)       | 27. Joudes (71243)                      | 28. Jouvençon (71244)              |
| 29. Juif (71246)                      | 30. L’Abergement-de-Cuisery (71001) | 31. L’Abergement-Sainte-Colombe (71002) | 32. La Chapelle-Naude (71092)      |
| 33. La Chapelle-Saint-Sauveur (71093) | 34. La Chapelle-Thècle (71097)      | 35. La Chaux (71121)                    | 36. La Frette (71206)              |
| 37. La Genête (71213)                 | 38. La Racineuse (71364)            | 39. Lays-sur-le-Doubs (71254)           | 40. Le Fay (71196)                 |
| 41. Le Miroir (71300)                 | 42. Le Planois (71352)              | 43. Le Tartre (71534)                   | 44. Lessard-en-Bresse (71256)      |
| 45. Loisy (71261)                     | 46. Louhans (71263)                 | 47. Ménetreuil (71293)                  | 48. Mervans (71295)                |
| 49. Montagny-près-Louhans (71303)     | 50. Montcony (71311)                | 51. Montjay (71314)                     | 52. Montpont-en-Bresse (71318)     |
| 53. Montret (71319)                   | 54. Mouthier-en-Bresse (71326)      | 55. Ormes (71332)                       | 56. Ouroux-sur-Saône (71336)       |
| 57. Pierre-de-Bresse (71351)          | 58. Pourlans (71357)                | 59. Rancy (71365)                       | 60. Ratenelle (71366)              |
| 61. Ratte (71367)                     | 62. Romenay (71373)                 | 63. Sagy (71379)                        | 64. Saillenard (71380)             |
| 65. Saint-André-en-Bresse (71386)     | 66. Saint-Bonnet-en-Bresse (71396)  | 67. Saint-Christophe-en-Bresse (71398)  | 68. Sainte-Croix-en-Bresse (71401) |
| 69. Saint-Étienne-en-Bresse (71410)   | 70. Saint-Germain-du-Bois (71419)   | 71. Saint-Germain-du-Plain (71420)      | 72. Saint-Martin-du-Mont (71454)   |
| 73. Saint-Usuge (71484)               | 74. Saint-Vincent-en-Bresse (71489) | 75. Savigny-en-Revermont (71506)        | 76. Savigny-sur-Seille (71508)     |
| 77. Sens-sur-Seille (71514)           | 78. Serley (71516)                  | 79. Serrigny-en-Bresse (71519)          | 80. Simandre (71522)               |
| 81. Simard (71523)                    | 82. Sornay (71528)                  | 83. Thurey (71538)                      | 84. Torpes (71541)                 |
| 85. Tronchy (71548)                   | 86. Varennes-Saint-Sauveur (71558)  | 87. Vérissey (71568)                    | 88. Vincelles (71580)              |

## Neuordnung der Arrondissements 2017

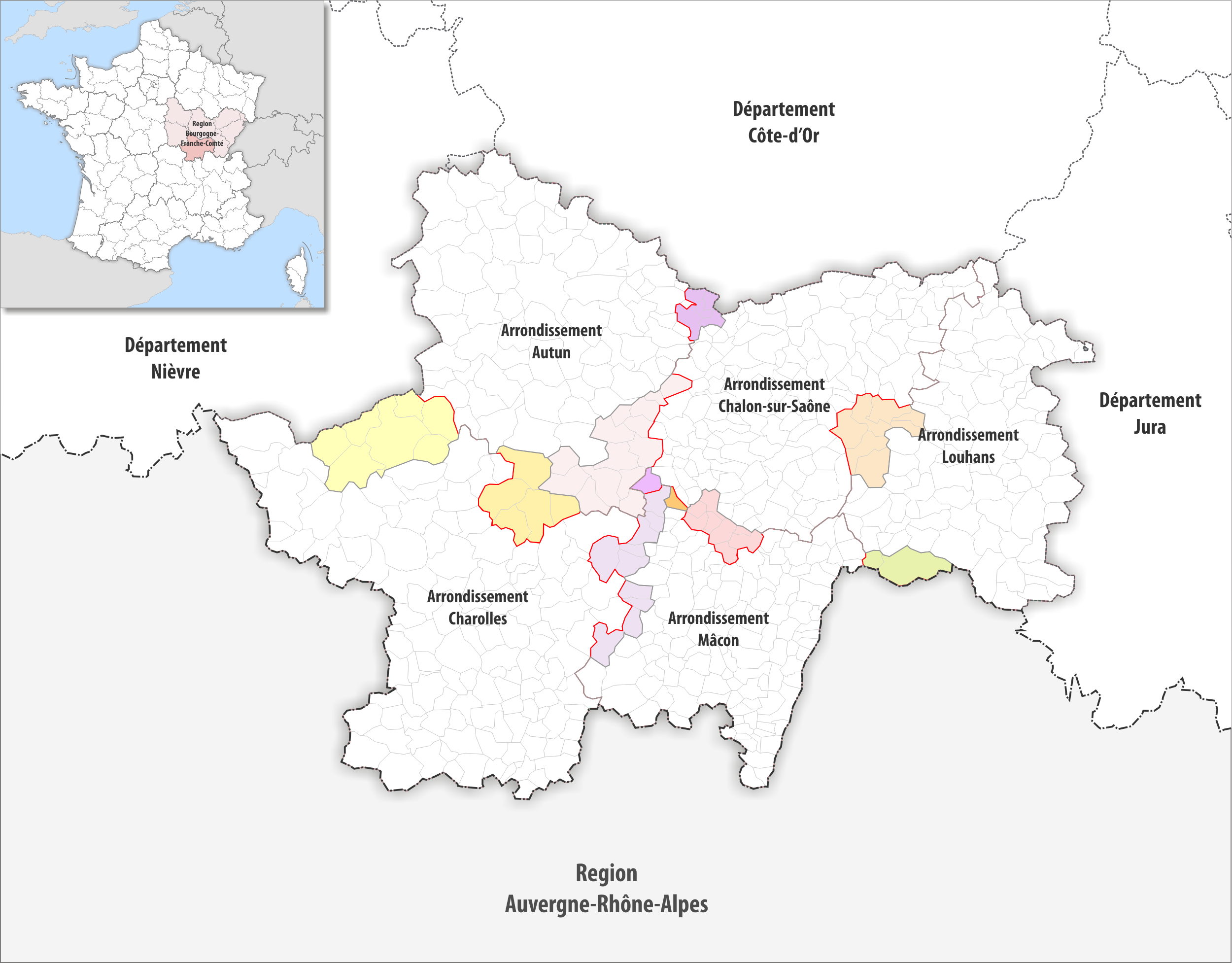
Arrondissementsanpassungen im Jahr 2017

Durch die Neuordnung der Arrondissements im Jahr 2017 wurde die Fläche der sieben Gemeinden Baudrières, L’Abergement-Sainte-Colombe, Lessard-en-Bresse, Ouroux-sur-Saône, Saint-Christophe-en-Bresse, Saint-Germain-du-Plain und Tronchy vom Arrondissement Chalon-sur-Saône und die Fläche der zwei Gemeinden Ratenelle und Romenay vom Arrondissement Mâcon dem Arrondissement Louhans zugewiesen.

## Lage der Gemeinden im Arrondissement
Überfahren einer Gemeinde mit der Maus zeigt ihren Namen, Klick auf die Gemeinde öffnet die Wikipedia-Seite.

## Bevölkerung
| Arrondissement Louhans: Einwohnerzahlen von 1793 bis 2020 | Arrondissement Louhans: Einwohnerzahlen von 1793 bis 2020 | Arrondissement Louhans: Einwohnerzahlen von 1793 bis 2020 | Arrondissement Louhans: Einwohnerzahlen von 1793 bis 2020 | Arrondissement Louhans: Einwohnerzahlen von 1793 bis 2020 |
| --- | --------------------------------------------------------- | --------------------------------------------------------- | --------------------------------------------------------- | --------------------------------------------------------- |
| Jahr |                                                           |                                                           |                                                           | Einwohner                                                 |
| 1793 | 1793                                                      |                                                           | 82.642                                                    | 82.642                                                    |
| 1800 | 1800                                                      |                                                           | 85.895                                                    | 85.895                                                    |
| 1806 | 1806                                                      |                                                           | 89.550                                                    | 89.550                                                    |
| 1821 | 1821                                                      |                                                           | 92.763                                                    | 92.763                                                    |
| 1831 | 1831                                                      |                                                           | 97.273                                                    | 97.273                                                    |
| 1836 | 1836                                                      |                                                           | 97.480                                                    | 97.480                                                    |
| 1841 | 1841                                                      |                                                           | 99.736                                                    | 99.736                                                    |
| 1846 | 1846                                                      |                                                           | 100.424                                                   | 100.424                                                   |
| 1851 | 1851                                                      |                                                           | 101.280                                                   | 101.280                                                   |
| 1856 | 1856                                                      |                                                           | 98.431                                                    | 98.431                                                    |
| 1861 | 1861                                                      |                                                           | 97.564                                                    | 97.564                                                    |
| 1866 | 1866                                                      |                                                           | 98.832                                                    | 98.832                                                    |
| 1872 | 1872                                                      |                                                           | 98.194                                                    | 98.194                                                    |
| 1876 | 1876                                                      |                                                           | 100.757                                                   | 100.757                                                   |
| 1881 | 1881                                                      |                                                           | 100.830                                                   | 100.830                                                   |
| 1886 | 1886                                                      |                                                           | 99.985                                                    | 99.985                                                    |
| 1891 | 1891                                                      |                                                           | 98.614                                                    | 98.614                                                    |
| 1896 | 1896                                                      |                                                           | 97.711                                                    | 97.711                                                    |
| 1901 | 1901                                                      |                                                           | 96.626                                                    | 96.626                                                    |
| 1906 | 1906                                                      |                                                           | 96.008                                                    | 96.008                                                    |
| 1911 | 1911                                                      |                                                           | 95.245                                                    | 95.245                                                    |
| 1921 | 1921                                                      |                                                           | 85.319                                                    | 85.319                                                    |
| 1926 | 1926                                                      |                                                           | 84.120                                                    | 84.120                                                    |
| 1931 | 1931                                                      |                                                           | 80.948                                                    | 80.948                                                    |
| 1936 | 1936                                                      |                                                           | 78.770                                                    | 78.770                                                    |
| 1946 | 1946                                                      |                                                           | 74.743                                                    | 74.743                                                    |
| 1954 | 1954                                                      |                                                           | 69.891                                                    | 69.891                                                    |
| 1962 | 1962                                                      |                                                           | 66.730                                                    | 66.730                                                    |
| 1968 | 1968                                                      |                                                           | 62.891                                                    | 62.891                                                    |
| 1975 | 1975                                                      |                                                           | 60.082                                                    | 60.082                                                    |
| 1982 | 1982                                                      |                                                           | 59.464                                                    | 59.464                                                    |
| 1990 | 1990                                                      |                                                           | 58.287                                                    | 58.287                                                    |
| 1999 | 1999                                                      |                                                           | 57.902                                                    | 57.902                                                    |
| 2009 | 2009                                                      |                                                           | 64.968                                                    | 64.968                                                    |
| 2014 | 2014                                                      |                                                           | 66.999                                                    | 66.999                                                    |
| 2020 | 2020                                                      |                                                           | 67.203                                                    | 67.203                                                    |
| Quelle(n): EHESS/Cassini bis 2006 ab 2009 INSEE Anmerkung(en): • Ab 1962 offizielle Zahlen ohne Einwohner mit Zweitwohnsitz • Höchste Einwohnerzahl 1851 mit 101.280, tiefste Einwohnerzahl 1999 mit 57.902 (57,4 % vom Maximum) |                                                           |                                                           |                                                           |                                                           |

## Klima

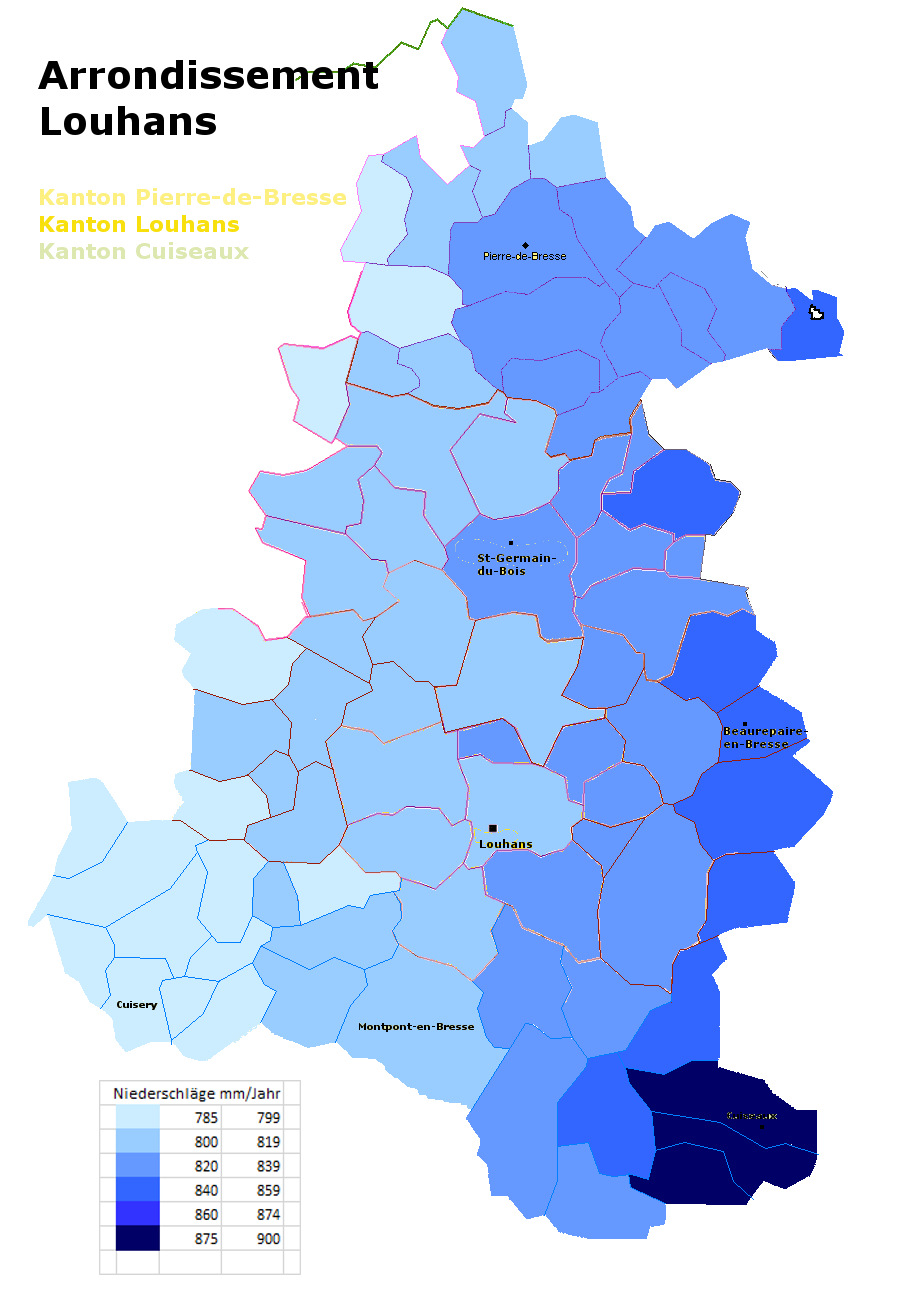
Durchschnittliche Niederschlagsmengen der Gemeinden im Arrondissement Louhans in einem Jahr

Das Klima im Arrondissement Louhans ist warm und gemäßigt. Es gibt das ganze Jahr über deutliche Niederschläge, selbst der trockenste Monat weist noch hohe Niederschlagsmengen auf. Die Klassifikation des Klimas nach Köppen und Geiger ist Cfb. Die Temperatur liegt im Jahresdurchschnitt bei 11,0 °C. Über ein Jahr verteilt summieren sich die Niederschläge auf 818 mm. Deutlich zeigt sich die Zunahme der Niederschlagsmengen entlang der östlichen Flanke des Arrondissements. Während Beauvernois noch rund 13 Kilometer vom Jurafuss entfernt ist, befinden sich Teile von Cuiseaux bereits in der Juraflanke. Durchschnittlich die tiefsten Niederschlagsmengen weist Cuisery mit 785 mm/Jahr auf, die höchsten Champagnat mit 885 mm/Jahr. Die Zunahme der Niederschlagsmengen entlang der Ostflanke ist auf die Steigungsregen zurückzuführen, die durch den Höhenzug des Jura ausgelöst werden.
Bei den Durchschnittstemperaturen zeigt sich ein weniger deutliches Bild. Die durchschnittliche Jahrestemperatur im Arrondissement Louhans liegt bei 11,0 °C, die Extremwerte liegen bei 10,6 °C und 11,1 °C, also lediglich 0,5 °C auseinander. Die monatliche Durchschnittstemperatur im Januar liegt bei 1,8 °C, dabei liegen Cuiseaux, Champagnat und Joudes mit 1,5 °C am tiefsten, beeinflusst durch die Jurahöhen. Die monatliche Durchschnittstemperatur im Juli liegt bei 20,0 °C, die Abweichung zwischen der tiefsten und der höchsten Durchschnittstemperatur beträgt 1,2 °C. Die höchsten Durchschnittstemperaturen im Juli weisen mit 20,2 °C die Gemeinden Louhans, Saint-Martin-du-Mont und Sornay auf.